# بابا (نان)

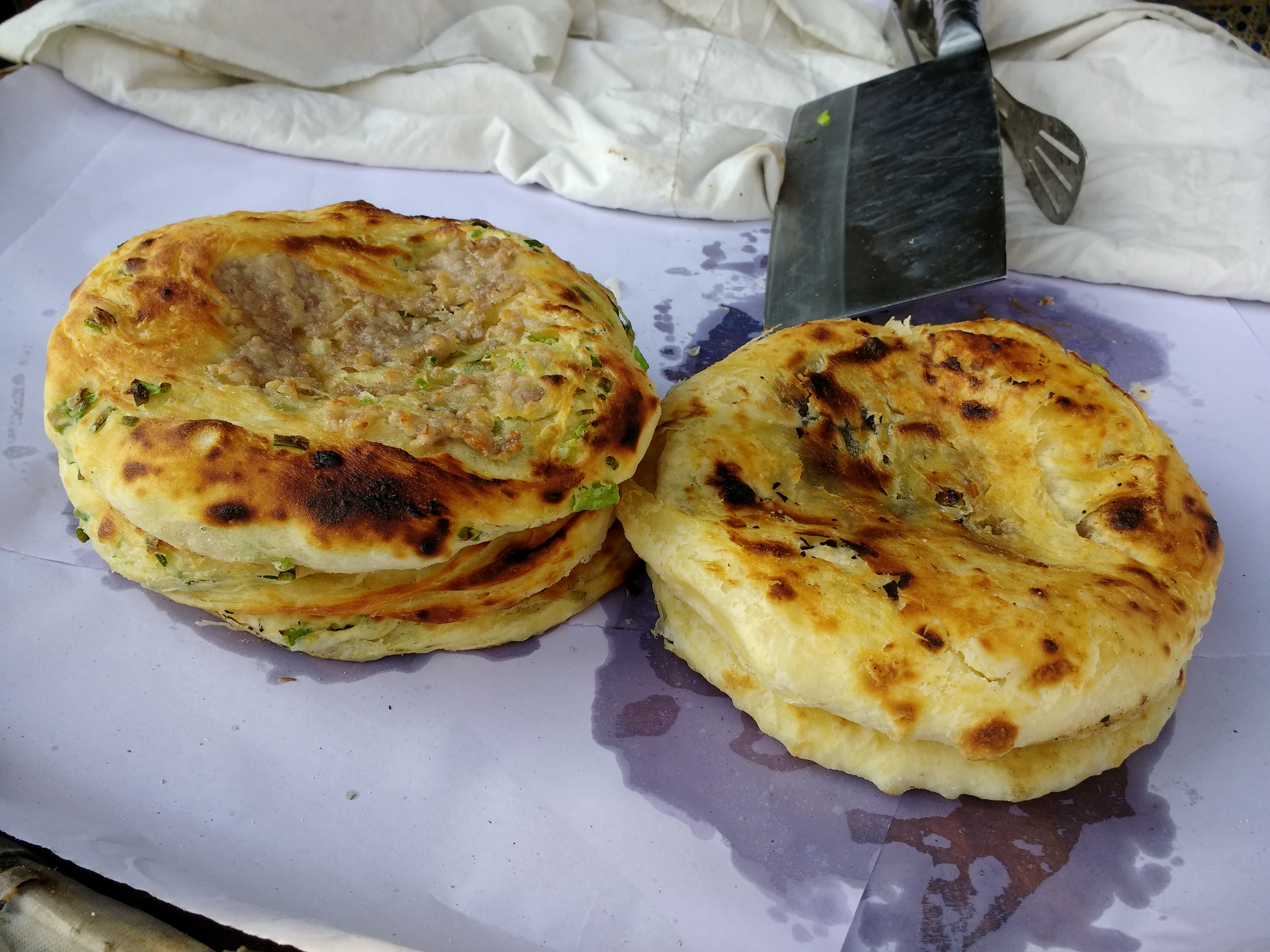
بابا در شیژو

بابا (چینی: 粑粑) نوعی نان غلیظ، گرد و سنگین است که توسط مردم ناشی در شمال غربی یون نان چین تهیه می‌شود. می‌تواند شیرین یا خوش طعم باشد.
گاهی به عنوان «پیتزای چینی» برای گردشگران به فروش می‌رسد، گفته می‌شود که در زمان سلسله چینگ اختراع شده‌است و می‌تواند از یک منطقه یوننان به منطقه دیگر بسیار متفاوت باشد. به دلیل تطبیق پذیری اش، بابا را می‌توان ساده خورد، تکه‌تکه کرد و به یک میان‌وعده تند یا به عنوان یک غذای خیابانی محبوب، به ویژه برای صبحانه، تبدیل کرد.